# Zápolští
Zápolští (maďarsky Szapolyai-család, chorvatsky Zapolja/Zapolje) byl uherský magnátský rod chorvatského původu, který pocházel z chorvatské osady Zapolja, od níž odvozoval své příjmení.

## Charakteristika
Mezi významné rody Uherska se dostal až v druhé polovině 15. století. Jeho členové postupně získali obrovské majetky po celém území Uherska. Na Slovensku kromě základních rodových majetků, panství Spiš a Kežmarok, získali další panství, hrady a majetky, zejména v Nitranské, Trenčínské, Oravské, Liptovské, Spišské a Šarišské stolici.
Významně zasáhli i do veřejné správy země, zastávali nejvyšší funkce a sedmihradský vévoda Jan Zápolský se v roce 1526 stal uherským protikrálem. Rod vymřel v roce 1571 Janovým synem Janem Zikmundem.

## Významní členové rodu
- Imrich Zápolský
- Jan II. Zikmund Zápolský
- Jan Zápolský
- Štěpán Zápolský